# Z jamnikiem
Z jamnikiem – seria powieści kryminalnych i fantastycznych ukazująca się w Spółdzielni Wydawniczej „Czytelnik” od 1959.
Obok serii „Klub srebrnego klucza” była to najpopularniejsza w okresie tzw. Polski Ludowej seria książek kryminalnych. Ukazywały się w niej powieści autorów polskich i zagranicznych, dawnych i współczesnych.
Każda pozycja z serii wydana była w formacie 175 x 125 mm.
Istniały następujące grupy książek w ramach tej serii:
- ze znakiem rewolweru – przygodowo-sensacyjne,
- ze znakiem typograficznym ??!... – z zagadkami kryminalnymi,
- ze znakiem kaduceusza – humorystyczne,
- ze znakiem serca przebytego strzałą – oparte na wątku miłosnym[3].

## Wybrane pozycje serii
| autor                           | tytuł                                               | rok wydania | cykl/liczba stron                                                   |
| ------------------------------- | --------------------------------------------------- | ----------- | ------------------------------------------------------------------- |
| Joe Alex                        | Gdzie przykazań brak dziesięciu                     | 1975        | Joe Alex                                                            |
| Isaac Asimov                    | Powiew śmierci                                      | 1971        | 255 s.                                                              |
| E.C. Bentley                    | Ostatnia sprawa Trenta                              | 1962        | 207 s.                                                              |
| Jaroslava Blažková              | Nylonowy księżyc                                    | 1964        | 133 s.                                                              |
| Jeremi Bożkowski                | Msza za mordercę                                    | 1988        | 255 s.                                                              |
| Jeremi Bożkowski                | Piękna kobieta w obłoku spalin                      | 1982        | 191 s.                                                              |
| Jeremi Bożkowski                | Zbrodnia na eksport                                 | 1978        | 220 s.                                                              |
| Jocelyn i Kester Brent          | Na oczach wszystkich                                | 1973        | 207 s.                                                              |
| Auguste Breton                  | Klan Sycylijczyków Le clan des Siciliens            | 1984        | 200 s. ISBN: 83-07-01163-9                                          |
| Raymond Chandler                | Kłopoty to moja specjalność                         | 1977        |                                                                     |
| Raymond Chandler                | Wysokie okno                                        | 1974        | Philip Marlowe                                                      |
| Raymond Chandler                | Żegnaj, laleczko                                    | 1969        | Philip Marlowe                                                      |
| Joanna Chmielewska              | Boczne drogi                                        | 1976        | Joanna Chmielewska                                                  |
| Joanna Chmielewska              | Klin                                                | 1964        | Joanna Chmielewska                                                  |
| Joanna Chmielewska              | Romans wszech czasów                                | 1975        | Joanna Chmielewska                                                  |
| Joanna Chmielewska              | Wszystko czerwone                                   | 1990        | Joanna Chmielewska                                                  |
| Agatha Christie                 | A...B...C...                                        | 1961        | Herkules Poirot                                                     |
| Agatha Christie                 | Kieszeń pełna żyta                                  | 1968        |                                                                     |
| Agatha Christie                 | Morderstwo odbędzie się...                          | 1974        | Jane Marple                                                         |
| Agatha Christie                 | Rendez-vous ze śmiercią                             | 1972        | Herkules Poirot                                                     |
| Agatha Christie                 | Śmierć na Nilu                                      | 1977        | Herkules Poirot, Pułkownik Race                                     |
| Agatha Christie                 | Trzecia lokatorka                                   | 1969        | Herkules Poirot                                                     |
| Agatha Christie                 | Tajemnica wirującego stolika                        | 1964        | tłum. Tadeusz Jan Dehnel, projekt okładki: Jerzy Jaworowski, 266 s. |
| Agatha Christie                 | Zło czai się wszędzie                               | 1971        | Herkules Poirot                                                     |
| Wilkie Collins                  | Kobieta w bieli                                     | 1961        | t. 1 – 344 s., t. 2 – 294 s.                                        |
| Dominik Damian                  | Drugie dno                                          | 1963        | 296 s.                                                              |
| Dominik Damian                  | Nieznajomy z baru Calypso                           | 1959        |                                                                     |
| Dominik Damian                  | Portret z paragrafem                                | 1964        |                                                                     |
| Dominik Damian                  | Ruda modelka                                        | 1959        |                                                                     |
| Jerzy Edigey                    | Baba Jaga gubi trop                                 | 1976        | 248 s.                                                              |
| Jerzy Edigey                    | Błękitny szafir                                     | 1971        | major Adam Kaczanowski, 210 s.                                      |
| Jerzy Edigey                    | Dwie twarze Krystyny                                | 1976        | major Adam Kaczanowski, 236 s.                                      |
| Jerzy Edigey                    | Mister MacAreck i jego business                     | 1964        |                                                                     |
| Jerzy Edigey                    | Nagła śmierć kibica                                 | 1977        |                                                                     |
| Jerzy Edigey                    | Pomysł za siedem milionów                           | 1982        | 190 s.                                                              |
| Jerzy Edigey                    | Przy podniesionej kurtynie                          | 1968        |                                                                     |
| Jerzy Edigey                    | Sprawa Niteckiego                                   | 1966        | 223 s.                                                              |
| Jerzy Edigey                    | Strzały na rozstajnych drogach                      | 1970        |                                                                     |
| Jerzy Edigey                    | Szklanka czystej wody                               | 1974        | major Adam Kaczanowski, 240 s.                                      |
| Jerzy Edigey                    | Śmierć jubilera                                     | 1973        |                                                                     |
| Jerzy Edigey                    | Testament samobójcy                                 | 1972        |                                                                     |
| Jerzy Edigey                    | Trzy płaskie klucze                                 | 1965        |                                                                     |
| Jerzy Edigey                    | Walizka z milionami                                 | 1975        | major Adam Kaczanowski, 256 s.                                      |
| Dick Francis                    | Zasłona dymna                                       | 1976        |                                                                     |
| Giennadij Gor                   | Przybysz z kosmosu                                  | 1963        | 224 s.                                                              |
| Barbara Gordon                  | Dwaj panowie w "Zodiaku"                            | 1969        | 300 s.                                                              |
| Barbara Gordon                  | Gwiazdy na ziemi                                    | 1961        | 223 s.                                                              |
| Barbara Gordon                  | Nieuchwytny                                         | 1977        | 256 s.                                                              |
| M. i G. Gordon                  | Morderca jedzie z nami                              | 1963        |                                                                     |
| Adam Hilkiewicz                 | Człowiek bez skazy                                  | 1988        |                                                                     |
| Hammond Innes                   | Szaleństwo Atlantyku                                | 1971        | 366 s.                                                              |
| Aleksander Jackiewicz           | Romans w Cannes                                     | 1961        |                                                                     |
| Jan Andrzej Kaczmarczyk         | Kompromis                                           | 1988        |                                                                     |
| Zofia Kaczorowska               | Koktajl nad zalewem                                 | 1988        |                                                                     |
| Zofia Kaczorowska               | Urlop z mordercą                                    | 1985        |                                                                     |
| Andrzej Kakiet                  | Tory donikąd                                        | 1989        | 176 s. ISBN: 83-07-01869-2                                          |
| Edwin Lanham                    | Podwójna pułapka                                    | 1969        | 264 s.                                                              |
| Stanisław Lem                   | Powrót z gwiazd                                     | 1961        |                                                                     |
| Jerzy Łaniewski                 | Ruiny                                               | 1984        | 94 s.                                                               |
| Ross Macdonald                  | Błękitny młoteczek                                  | 1980        | Lew Archer                                                          |
| Ross Macdonald                  | Śpiąca królewna                                     | 1978        | Lew Archer, 296 s.                                                  |
| Alistair MacLean                | Siła strachu                                        | 1975        |                                                                     |
| Janusz Makarczyk                | Po prostu kobieta                                   | 1963        | 420 s.                                                              |
| Antoni Marianowicz              | Igranie z ogniem                                    | 1964        | 104 s.                                                              |
| Bohdan Petecki                  | W połowie drogi                                     | 1971        | 244 s.                                                              |
| Patrick Quentin                 | Jego dwie żony                                      | 1972        | 270 s.                                                              |
| Magdalena Samozwaniec           | Komu dziecko, komu? : powieść satyryczno-obyczajowa | 1963        |                                                                     |
| Magdalena Samozwaniec           | Moja wojna trzydziestoletnia                        | 1965        | 417 s.                                                              |
| Władimir Sawczenko              | Odnajdziesz się sam                                 | 1975        | tłum. Grzegorz Abgarowicz, Józef Mészáros, 410 s.                   |
| Helena Sekuła                   | Barakuda                                            | 1984        |                                                                     |
| Helena Sekuła                   | Demon z bagiennego boru                             | 1981        | 316 s.                                                              |
| Helena Sekuła                   | Figurka z drzewa tekowego                           | 1976        |                                                                     |
| Helena Sekuła                   | Piąta barwa asa                                     | 1975        |                                                                     |
| Helena Sekuła                   | Pierścień z krwawnikiem                             | 1973        | 296 s.                                                              |
| Georges Simenon                 | Maigret i starsza pani                              | 1968        | Komisarz Maigret                                                    |
| Georges Simenon                 | Maigret i oporni świadkowie                         | 1969        | Komisarz Maigret                                                    |
| Georges Simenon                 | Maigret w kabarecie                                 | 1989        | Komisarz Maigret                                                    |
| Georges Simenon                 | Pomyłka Maigreta                                    | 1981        | Komisarz Maigret                                                    |
| Georges Simenon                 | Rozterka komisarza Maigret                          | 2000        | Komisarz Maigret                                                    |
| Georges Simenon                 | Wariatka Maigreta                                   | 2001        | Komisarz Maigret                                                    |
| Maj Sjöwall, Per Wahlöö         | Śmiejący się policjant                              | 1973        | Martin Beck                                                         |
| Josephine Tey                   | Córka czasu                                         | 1974        |                                                                     |
| Josephine Tey                   | Morderstwo przed teatrem                            | 1967        |                                                                     |
| Per Wahlöö                      | Ciężarówka                                          | 1989        |                                                                     |
| Gieorgij Wajner, Arkadij Wajner | Beczka śmierci                                      | 1980        | 376 s.                                                              |
| Gieorgij Wajner, Arkadij Wajner | Wizyta u Minotaura                                  | 1983        |                                                                     |
| Karol Wilt                      | Nie chciałem jej zabić                              | 1972        | 250 s.                                                              |
| Grażyna Woysznis-Terlikowska    | Rabarbarek                                          | 1968        |                                                                     |
| Maria Zientarowa                | Wojna domowa trwa                                   | 1966        |                                                                     |
| Zygmunt Zeydler-Zborowski       | Almiritis piją słoną wodę                           | 1977        |                                                                     |
| Zygmunt Zeydler-Zborowski       | Gość z Londynu                                      | 1968        |                                                                     |
| Zygmunt Zeydler-Zborowski       | Krzyżówka z „Przekroju”                             | 1976        |                                                                     |
| Zygmunt Zeydler-Zborowski       | Pieczeń sarnia                                      | 1973        | 263 s.                                                              |